# Aderus agnoscendus
Aderus agnoscendus é uma espécie de Coleoptera da família Aderidae. Foi descrita cientificamente por Maurice Pic em 1907.

## Distribuição geográfica
Habita em Camarões.